# Jürgen Timm (Rektor)
 Jürgen Timm  (* 18. Februar 1941 in Hamburg) ist ein deutscher Hochschullehrer und war langjähriger Rektor der Universität Bremen.

## Biografie

### Studium, Berufspraxis bis 1981
Jürgen Timm studierte von 1962 bis 1966 Mathematik, Physik, Pädagogik und Philosophie an der Universität Hamburg. 1966 legte er sein Staatsexamen für das höhere Lehramt an Gymnasien ab. Er erhielt von 1966 bis 1967 ein Promotionsstipendium der Studienstiftung des deutschen Volkes. 1967 promovierte er zum Dr. rer. nat., und 1969 habilitierte er sich für das Fach Mathematik. Von 1967 bis 1969 war er wissenschaftlicher Assistent und von 1969 bis 1971 wissenschaftlicher Rat bzw. Oberrat am Mathematischen Seminar der Universität Hamburg.
1971 erfolgte seine Berufung zum Professor für das Gebiet Statistik an der neu gegründeten Universität in Bremen. Er war von 1979 bis 1981 Konrektor für Struktur, Forschung und Naturwissenschaften der Universität Bremen.

### Berufspraxis seit 1982, Rektor
Von 1982 bis 2002 war Timm als Nachfolger von Alexander Wittkowsky Rektor der Universität Bremen. Zugleich war er Vorsitzender der Landesrektorenkonferenz sowie Mitglied im Senat der Hochschulrektorenkonferenz und von 1989 bis 1999 Mitglied der Strukturkommission dieses Zusammenschlusses deutscher Hochschulen. Außerdem war Timm Mitglied im Kuratorium oder Vorstand verschiedener wissenschaftlicher Verbände, wie zum Beispiel beim Landeskuratorium Bremen des Stifterverbands für die Deutsche Wissenschaft und beim Alfred-Wegener-Institut (AWI) in Bremerhaven. Von 2000 bis 2002 war er Vorsitzender des Aufsichtsrats der in Hannover ansässigen HIS Hochschul-Informations-System GmbH.
An der Universität Bremen folgte ihm Wilfried Müller als Rektor im Amt. Bei Timms Amtsweitergabe 2002 würdigte der Senat der Freien Hansestadt Bremen dessen Rektorentätigkeit: „Professor Dr. Jürgen Timm hat die Hochschulentwicklung in Bremen maßgeblich geprägt.“ „In zwanzig Jahren ist es dem bisherigen Rektor gelungen, die Universität Bremen zu einer bundesweit anerkannten anwendungsorientierten Forschungsstätte zu entwickeln.“
Seit 2002 ist Timm unter anderem Leiter des Kompetenzzentrums Klinische Studien Bremen, Mitglied im Führungsausschuss („Board of Governors“) der privaten Internationalen Universität Bremen und Technologiebeauftragter des Senats der Freien Hansestadt Bremen. 2004 wurde er in den Hochschulrat der Universität Hamburg aufgenommen und zum Vorsitzenden des Gremiums gewählt.

### Wissenschaftliche Arbeit
Timms Forschungstätigkeit ist die Abwägung von Chancen und Risiken von Therapien in der Medizin. Er war als planender und auswertender Biometriker bereits vor der Gründung des Kompetenzzentrums an zahlreichen Projekten der Krebsforschung und Untersuchungen zu Risiken der unterschiedlichsten chirurgischen Operationen beteiligt und schrieb zahlreichen Studien und Spezialpublikationen. Weitere Schwerpunkte sind die Infektiologie und Herz-Kreislauferkrankungen. An etwa hundert Klinischen Studien war er als verantwortlicher Biometriker beteiligt.
Er arbeitete und arbeitet in mehreren wissenschaftlichen Kommissionen mit. So war er von 1970 bis 1980 Mitglied in der Arbeitsgemeinschaft Kanzerogene Belastung des Menschen durch Luftverunreinigungen, die vom Bundesministerium für Inneres eingerichtet wurde und dessen Federführung das Deutsche Krebsforschungszentrum innehatte. Von 1986 bis 1987 war er als Temporal Adviser der Weltgesundheitsorganisation (WHO) bei der Erarbeitung der Air Quality Guidelines for Europe tätig. Von 1986 bis 1992 gehörte er der LAI-Kommission Krebsrisiko durch Luftverunreinigungen – Beurteilungsmaßstäbe für krebserzeugende Luftverunreinigungen an, die für die Umweltministerkonferenz wirkte. Seit 1991 ist Timm Mitglied in der Arbeitsgruppe Krebserzeugende Umwelteinflüsse im Gesamtprogramm zur Krebsbekämpfung, Fachbereich Prävention, einem interministeriellen Kooperations- und Koordinationsprogramm.

## Ehrungen
- 1987 wurde Timm vom privaten Dickinson College in Carlisle im US-Staat Pennsylvania die Ehrendoktorwürde verliehen.
- 2002 erhielt er die Senatsmedaille für Kunst und Wissenschaft der Freien Hansestadt Bremen.
- Seit 2002 ist er Ehrenvorsitzender des Nordverbundes der Universitäten Hamburg, Kiel, Oldenburg, Rostock, Greifswald und Bremen.

## Publikationen (Auswahl)
- Mathematische Modelle der Dosis-Wirkungs-Analyse bei den experimentellen Untersuchungen der Arbeitsgruppe zur [karzinogenen] Belastung des Menschen durch Luftverunreinigungen. Universität Bremen, Bremen 1986, ohne ISBN.
- Die zweite Generation der italienischen Einwanderer in die Bundesrepublik Deutschland. Eine Diskussionsveranstaltung in der Universität Bremen im Rahmen der „Italienischen Kulturtage“ vom 4. –13. Juni 1982. Universität Bremen, Bremen 1983, ohne ISBN. (Herausgabe gemeinsam mit: Alessandro Grafini)
- Statistik für Biologen und Mediziner. Vieweg, Braunschweig 1982, ISBN 3-528-03343-6. (Mit: Hans-Peter Kinder, Gerhard Osius)
- Planung und Auswertung von Atomabsorptions-Spektrometrie-Untersuchungen mit der Additionsmethode. Universität Bremen, Bremen 1980, ohne ISBN. (Mit: Horst Diehl, Detlef Harbach)